# L'Honneur des guerriers (film, 2015)
Pour les articles homonymes, voir L'Honneur des guerriers.
Pour plus de détails, voir Fiche technique et Distribution.
L'Honneur des guerriers (Last Knights) est un film d'action britannico-coréen réalisé par Kazuaki Kiriya, sorti en 2015 aux États-Unis, le film est sorti directement en DVD en France. L'histoire s'inspire de la « légende » japonaise des 47 rōnin.

## Synopsis
Le commandeur des chevaliers Raiden (Clive Owen) cherche à se venger lorsque son seigneur Bartok (Morgan Freeman) est injustement exécuté par un empereur tyrannique.

## Fiche technique
Sauf indication contraire, les informations mentionnées dans cette section peuvent être confirmées par la base de données cinématographiques IMDb,  présente dans la section « Liens externes ».
- Titre original : Last Knights
- Réalisation : Kazuaki Kiriya
- Scénario : Michael Konyves et Dove Sussman
- Costumes : Tina Kalivas
- Photographie : Antonio Riestra
- Musique : Satnam Ramgotra et Martin Tillman
- Sociétés de production : Grindstone Entertainment Group, Luka Productions et Czech Anglo
- Sociétés de distribution : Lionsgate
- Pays d’origine : Royaume-Uni, Corée du Sud
- Langue originale : anglais
- Budget : 19 000 000 $
- Format : couleur - 2,35:1 - son Dolby Digital
- Durée : 115 minutes
- Genre : film d'action

## Distribution
- Clive Owen (VF : Julien Kramer) : le commandant Raiden
- Morgan Freeman (VF : Benoît Allemane) : Bartok
- Cliff Curtis (VF : Bernard Bollet) : le lieutenant Cortez
- Aksel Hennie (VF : Yann Guillemot) : Geza Mott
- Dave Legeno : Olaf
- Ayelet Zurer (VF : Marie Zidi) : Naomi
- Shohreh Aghdashloo (VF : Annie Balestra) : Maria
- Ahn Sung-ki (VF : Patrick Raynal) : Auguste
- Tsuyoshi Ihara (VF : Jérémie Covillault) : Ito
- Park Si-yeon (VF : Jade Phan-Gia) : Hannah
- Giorgio Caputo : Slim Tully
- James Babson : Fat Jim
- Payman Maadi (VF : Bernard Gabay) : l'Empereur

Version française dirigée par Catherine Le Lann au studio Mediadub International, d'après une adaptation des dialogues de Franck Hervé.
 Source et légende : version française (VF) sur RS Doublage et d'après le carton du doublage français.

## Production

### Bande originale
| 1.             | Eviction                       | 3:34 |
| 2.             | Attack                         | 2:25 |
| 3.             | Advantage                      | 2:28 |
| 4.             | Battle                         | 4:16 |
| 5.             | Journey (feat. Natacha Atlas)  | 3:44 |
| 6.             | Chess                          | 2:48 |
| 7.             | Construction                   | 1:43 |
| 8.             | Emperor (feat. Natacha Atlas)  | 4:45 |
| 9.             | Castle                         | 4:44 |
| 10.            | Naomi (feat. Natacha Atlas)    | 3:25 |
| 11.            | Traitor                        | 2:34 |
| 12.            | Capital                        | 4:19 |
| 13.            | Allies                         | 7:14 |
| 14.            | Free (feat. Natacha Atlas)     | 2:57 |
| 15.            | Devotion (feat. Natacha Atlas) | 5:03 |
| 16.            | Mirror (feat. Natacha Atlas)   | 3:08 |
| 17.            | Rescue (feat. Natacha Atlas)   | 1:28 |
| 18.            | Last Knights                   | 2:54 |
| 1 h 3 min 48 s |                                |      |